# Česko na zimních olympijských hrách mládeže

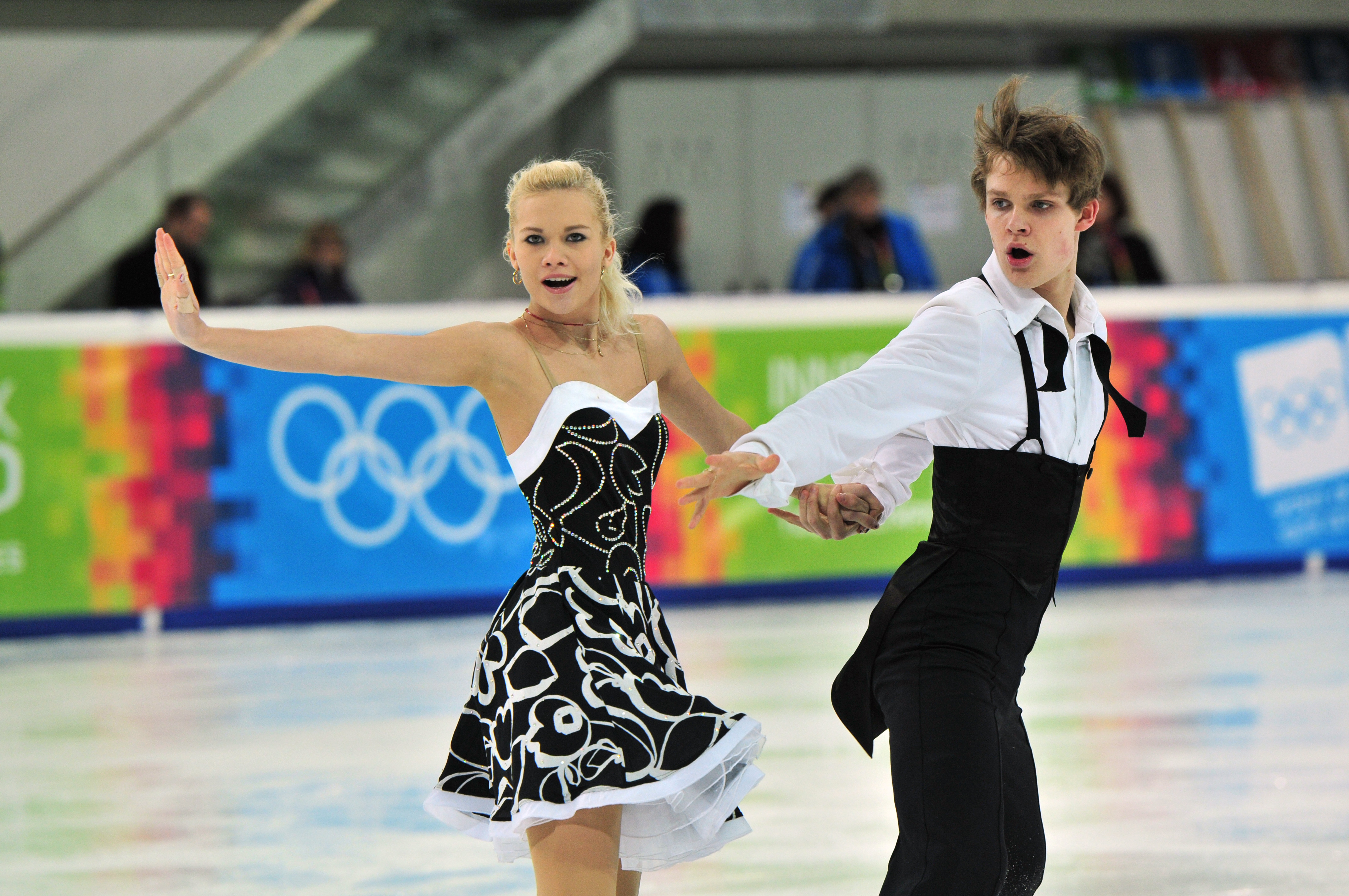
Česká dvojice Jana Čejková a Alexandr Sinicyn dojela mezi tanečními páry na 7. místě

Česká republika se zimních olympijských her mládeže účastnila od prvního ročníku v roce 2012, kde získala čtyři medaile.

## Výsledky české reprezentace
Následující tabulka ukazuje medailové úspěchy českých sportovců na zimních olympijských hrách mládeže.
| Přehled českých medailí na LOHM | Přehled českých medailí na LOHM                | Přehled českých medailí na LOHM | Přehled českých medailí na LOHM | Přehled českých medailí na LOHM | Přehled českých medailí na LOHM | Přehled českých medailí na LOHM | Přehled českých medailí na LOHM | Přehled českých medailí na LOHM |
| ------------------------------- | ---------------------------------------------- | ------------------------------- | ------------------------------- | ------------------------------- | ------------------------------- | ------------------------------- | ------------------------------- | ------------------------------- |
| Poř.                            | Česko na světových hrách                       | Město / Země                    |                                 |                                 |                                 | Celkem                          | Svět                            | Podíl                           |
| I.                              | Česko na zimních olympijských her mládeže 2012 | Innsbruck Rakousko              | 1                               | 1                               | 0                               | 2                               |                                 | 0 %                             |
| II.                             | Česko na zimních olympijských her mládeže 2016 | Lillehammer Norsko              | 0                               | 2                               | 2                               | 4                               |                                 | 0 %                             |
| III.                            | Česko na zimních olympijských her mládeže 2020 | Lausanne Švýcarsko              |                                 |                                 |                                 |                                 |                                 | 0 %                             |
| Celkem                          | 2                                              | 3                               | 1                               | 3                               | 2                               | 6                               |                                 | 0 %                             |

## Medaile podle sportů
| Sport                | Zlato | Stříbro | Bronz | Celkem | Ref. |
| Severská kombinace   | 1     | 0       | 1     | 2      |      |
| Akrobatické lyžování | 0     | 1       | 1     | 2      |      |
| Krasobruslení        | 0     | 1       | 0     | 1      |      |
| Lední hokej          | 0     | 1       | 0     | 1      |      |
| Celkem               | 1     | 3       | 2     | 6      |      |

## Medailisté
| Rok       | Dějiště     | Sportovci                                    | Disciplína                     |
| --------- | ----------- | -------------------------------------------- | ------------------------------ |
| ZOHM 2012 | Innsbruck   | Tomáš Portyk                                 | severská kombinace             |
| ZOHM 2012 | Innsbruck   | Veronika Čamková                             | akrobatické lyžování – skikros |
| ZOHM 2016 | Lillehammer | Anna Dušková, Martin Bidař                   | krasobruslení                  |
| ZOHM 2016 | Lillehammer | Česká ženská hokejová reprezentace do 16 let | lední hokej                    |
| ZOHM 2016 | Lillehammer | Klára Kasparová                              | akrobatické lyžování           |
| ZOHM 2016 | Lillehammer | Ondřej Pažout                                | severská kombinace             |